# K.A. Larssens og Hustru L.M. Larssens født Thodbergs Legat
K.A. Larssens og Hustru L.M. Larssens født Thodbergs Legat er et legat oprettet ved fundats af 17. maj 1884 og er stiftet af den testamenterede formue, som købmand K.A. Larssen og Laurentze Marie Larssen, født Thodberg, efterlod (ved stiftelsen 2 mio. kr. i datidens mønt). Legatet støtter primært kunstnere, håndværkere og arkitekters studiehjælp, håndværksoplærelse, rejseunderstøttelse samt udlån, men kan også gives til polyteknikere, mekanikere, håndværkere og købmænd. Personer med tilknytning til Frederiksværk er særligt begunstigede.
 Der er for få eller ingen kildehenvisninger i denne artikel, hvilket er et problem. Du kan hjælpe ved at angive troværdige kilder til de påstande, som fremføres i artiklen.